# Betzendorf (Heilsbronn)
Betzendorf is een plaats in de Duitse gemeente Heilsbronn, deelstaat Beieren, en telt 83 inwoners (2007).